# Laibstadt
Laibstadt ist ein Gemeindeteil der Stadt Heideck im Landkreis Roth (Mittelfranken, Bayern).

## Lage
Das Dorf liegt einen Kilometer nördlich der Fränkischen Alb im Thalachtal unterhalb des 606,7 m ü. NHN hohen Schlossberges zwischen Rudletzholz und Dannhausen bzw. Aberzhausen und Reuth unter Neuhaus. Laibstadt gehört sowohl zum Naturpark Altmühltal als auch zum Fränkischen Seenland. Die Staatsstraße 2389 führt nach Aberzhausen bzw. nach Reuth unter Neuhaus. Die Kreisstraße RH 22/WUG 14 führt nach Dannhausen bzw. nach Rudletzholz.
Die Gemarkung Laibstadt hat eine Fläche von 9,516 km² und ist in 1019 Flurstücke aufgeteilt, die eine durchschnittliche Flurstücksfläche von 9338,34 m² haben.

## Geschichte

### Erste Besiedlung
Das Gebiet um Laibstadt war bereits früh besiedelt, worauf Hügelgräber, eine keltische Viereckschanze aus der späten Latènezeit und ein befestigter Abschnittswall auf dem Ruppertsberg hinweisen. Die Gründung Laibstadts geht möglicherweise auf eine thüringisch-germanische Splittergruppe am Ende der Völkerwanderung um 500 zurück.

### Mittelalter
Im Jahr 1080 fand „Leibestat“ seine erste Erwähnung in einer Urkunde, mit der König Heinrich IV. dem Bischof von Eichstätt Udalrich den Wildbann (d. h. Jagdrechte) über ausgedehnte Waldgebiete verlieh. 1179 bestätigte Papst Alexander III. dem Domkapitel von Eichstätt unter anderem die Kirche in „Laibestadt“ als dessen Besitz; Papst Urban III. wiederholte dies 1186. Zwischen 1183 und 1195 weihte in „Laibestat“ der Eichstätter Bischof Otto eine Kirche. 1249 inkorporierte Bischof Heinrich IV. von Eichstätt die Kirche in „Laibstat“ der Dompropstei; ein ständiger Vikar sollte hier den Gottesdienst besorgen. 1278 bestätigte Burggraf Friedrich von Nürnberg dem Eichstätter Bischof Hildebrand, dass unter anderem „die Vogtei über Laypstat samt Zubehör“ bischöfliches Lehen in den Händen des edelfreien Geschlechtes der Heidecker sei.

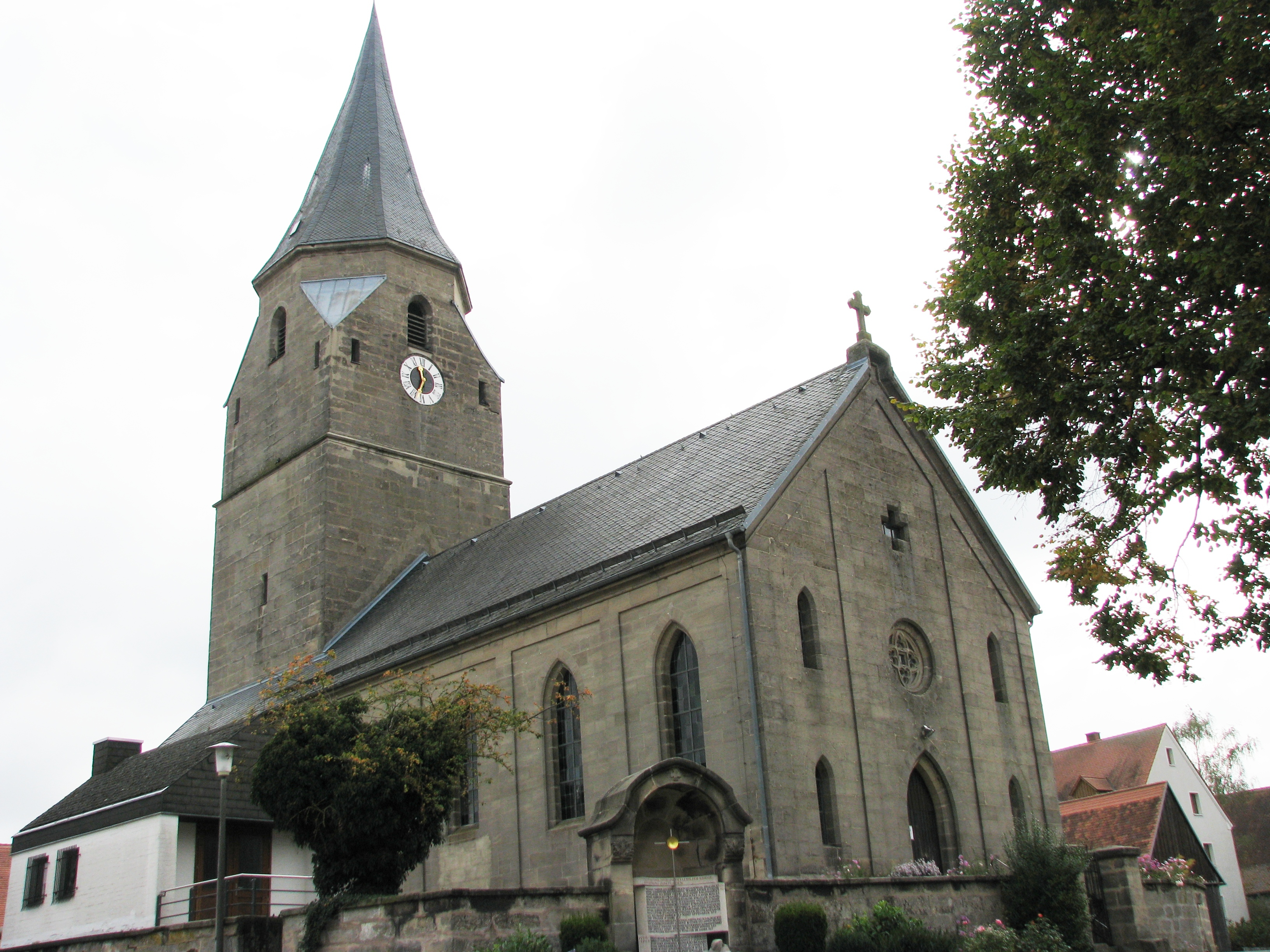
Katholische Pfarrkirche

Der Ort stellte als vermutlich vorbonifazische Urpfarrei einen geistigen und kulturellen Mittelpunkt für die ganze Umgebung dar, das heißt, von hier aus erfolgte die Christianisierung dieser Gegend. Zu dieser Urpfarrei gehörten 22 Orte, nämlich Liebenstadt (vor 1458 ausgepfarrt und eigene Pfarrei), Altenheideck (wurde nach Liebenstadt gepfarrt), Heideck (1342 Beginn der Pfarrer-Reihe), Hattenwinden (heute Höfen) (wurde nach Heideck gepfarrt), Tautenwind (wurde nach Liebenstadt gepfarrt), Haag (wurde ebenfalls nach Liebenstadt gepfarrt), Rambach (wurde auch nach Liebenstadt gepfarrt), Laffenau (wurde nach Heideck gepfarrt), Schloßberg (1480 als Filiale von Laibstadt genannt; später Filiale von Heideck), Rudletzholz (1480 als Filiale von Laibstadt genannt; blieb bei Laibstadt), Selingstadt (wurde Filiale von Heideck), Hofstetten (1480 ausgepfarrt und in die neue Pfarrei Zell als Filiale eingepfarrt; 1907 nach Hilpoltstein umgepfarrt), Zell (1480 zur eigenen Pfarrei erhoben), Aberzhausen (1480 eigene Pfarrei; 1665 Filiale von Zell; 1793/97 Expositur von Zell), Kippenwang (blieb bei Laibstadt; zum Teil zu Zell gehörig, 1799 Vergleich mit Laibstadt), Kolbenreuth (heute Kolbenhof) (später protestantisch), Ohlangen (1480 eigene Pfarrei, 1665 Filiale von Zell), Rabenreuth (zur Zeller Filiale Ohlangen gepfarrt), Dannhausen mit Thalmannsfeld (wurde protestantische Pfarrei; Katholiken 1881 nach Pfraunfeld eingepfarrt), Bergen (später protestantisches Pfarrdorf; um 1770 ist dort nur noch ein Haus katholisch, das zur Pfarrei Laibstadt gehört) und Geyern (Katholiken 1837 nach Pfraunfeld eingepfarrt). Diese Einöden, Weiler und Dörfer wurden fast 200 Jahre lang meist von drei Geistlichen von Laibstadt aus seelsorglich versorgt.
1345 ist bei einem Güterverkauf an das neue Stift in Eichstätt mit Ruedolt von Laybstat ein Ortsadeliger genannt. 1361 kaufte Friedrich von Heideck im Zuge der verstärkten Erwerbspolitik der Familie in der näheren Umgebung zwei Höfe in Laibstadt. 1415 spricht eine Quelle von einem Dietz von Leiberstat als Ortsadeligen. Als 1448 Konrad II. von Heideck mit Hilfe der Stadt Nürnberg in Laibstadt ein Eisenbergwerk einrichtete, kam es deswegen mit dem Markgraf Albrecht Achilles von Brandenburg-Ansbach zu zwei Jahren kriegerischer Auseinandersetzung, in deren Verlauf Heideck erobert und das Bergwerk in Laibstadt zugeschüttet wurde. Dieser Krieg um das Laibstädter Bergwerk beeinträchtigte die ohnehin anfällige Finanzkraft der Herren von Heideck derart, dass sie sich 1455 gezwungen sahen, ihr Land an Bayern-Landshut zu verpfänden. Weil die Geldmittel nicht reichten, das Pfand wieder auszulösen, endete 1471 die Herrschaft Heidecks, Laibstadt war ab da mit dem dann Amt Heideck Teil Bayern-Landshuts, damit auch wittelbachisch, dies ohne Unterbrechung bis 1918.

### Neuzeit
Mit Heideck gelangte Laibstadt 1505 infolge des Landshuter Erbfolgekriegs zum neu errichteten wittelsbachischen Fürstentum Pfalz-Neuburg. Als 1542 das pfalz-neuburgische Pflegamt Heideck zusammen mit den ebenfalls neuburgischen Nachbarämtern Hilpoltstein und Allersberg an Nürnberg verpfändet wurde, führte die Reichsstadt noch im gleichen Jahr in den drei Pflegämtern die Reformation ein, d. h. die Untertanen – in Laibstadt waren dies im 16. Jahrhundert 53 (Familien) – mussten den evangelisch-lutherischen Glauben annehmen. 1585 erfolgte die Wiedereinlösung des Pfandes durch Pfalz-Neuburg, wo 1542 ebenfalls die Reformation eingeführt worden war. Erst nachdem Pfalzgraf Wolfgang Wilhelm 1613 zum katholischen Glauben konvertiert war, wurde Pfalz-Neuburg rekatholisiert, 1626 auch das Pflegamt Heideck und damit auch Laibstadt; von Heideck aus betrieben die seit 1614 im Bistum Eichstätt wirkenden Jesuiten die Rekatholisierung der Gegend. 1691 wurde der Pfarrer von Dieben seiner Sachen beraubt und beantragte deshalb den Bau eines Pfarrhofes. 1746 brannte das Pfarrhaus nebst Stadel und Kirchturm zusammen mit über 40 weiteren Gebäuden ab, die Glocken zerschmolzen. Nachdem vor 1750 der Turm wiederhergestellt war, wurde 1763 das Pfarrhaus neu gebaut. Am Ende des Alten Reiches bestand Laibstadt aus 64 Untertanen(-familien), von denen 61 dem Landrichteramt Heideck und drei der Löbischen Eigenherrschaft Nürnberg gehörten; es gab eine Schmiedstatt, eine Taferne ein, Bad, das Schulhaus und die Kirche. Hoch- und niedergerichtlich unterstand Laibstadt dem pfalz-neuburgischen Pflegamt Heideck.

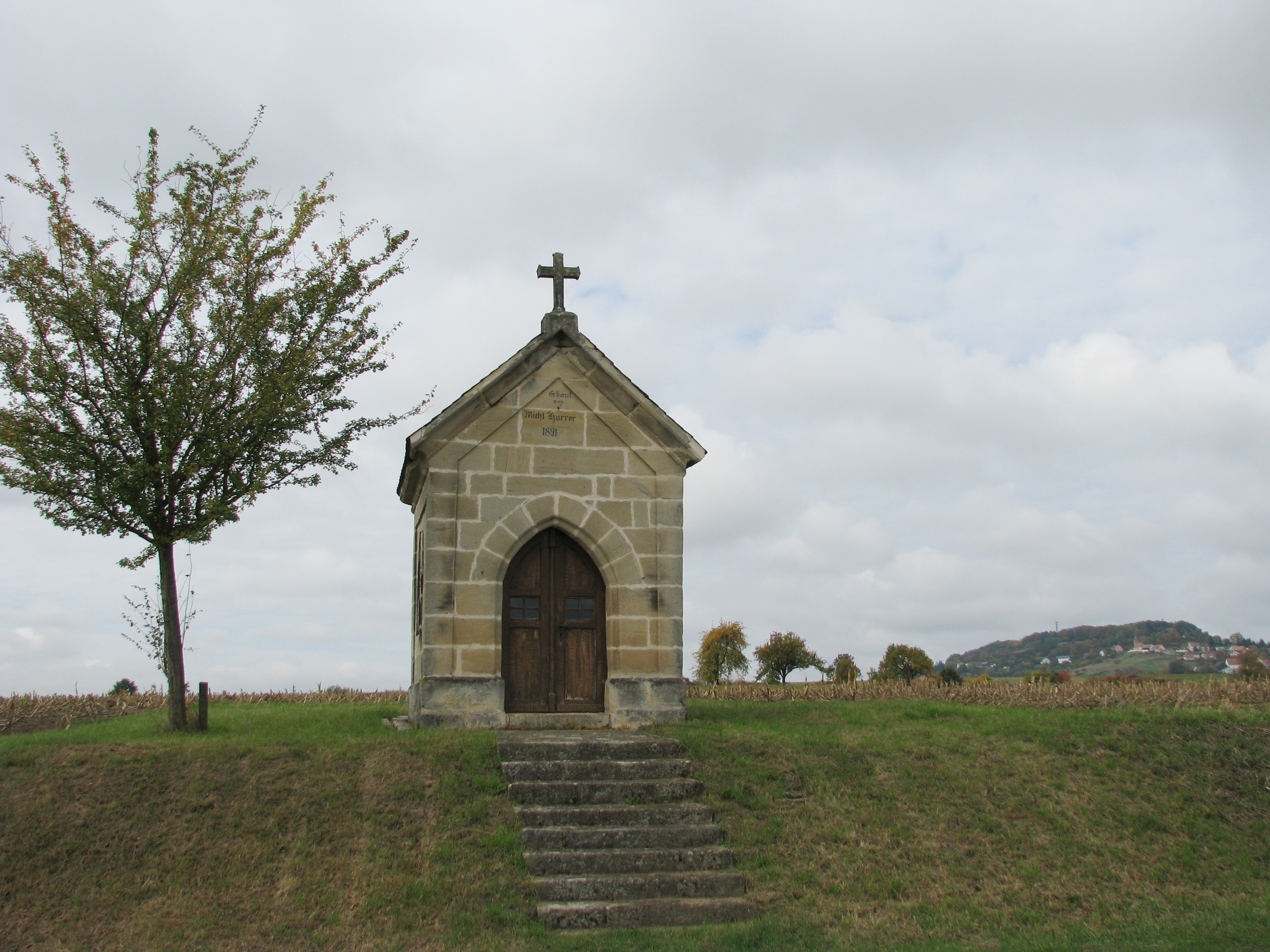
Kapelle von 1891; im Hintergrund der Schloßberg

Bei der Neuordnung durch Napoleon Bonaparte wurde das ehemals pfalz-neuburgische Pflegamt Heideck und damit Laibstadt 1806 dem neuen Königreich Bayern einverleibt. Hier war Laibstadt wie schon früher eine Gemeinde und gleichzeitig ein Steuerdistrikt im Bezirksamt Hilpoltstein.
1820 bestand Laibstadt aus 69 Anwesen und hatte damit nur fünf Anwesen mehr als im 18. Jahrhundert, 1875 aus 76 Anwesen, 1904 aus 78 und 1952 aus 71 Wohngebäuden. 1875 wurden in Laibstadt 51 Pferde, 456 Stück Rindvieh, 248 Schafe und 203 Schweine gehalten. 1900 waren es 39 Pferde, 445 Stück Rindvieh, 135 Schafe und 269 Schweine.
Im Zuge der Gebietsreform musste Laibstadt seinen Gemeindestatus aufgeben und wurde am 1. Mai 1978 nach Heideck eingemeindet. Im selben Jahr wurde auch die Volksschule Laibstadt aufgelöst und das Schulhaus verkauft. 1995 verließ mit Walter Tschöpe der letzte Dorfpfarrer den Ort. 2009 schloss die Stadt Heideck mit dem Kindergarten die letzte gemeindliche Einrichtung in Laibstadt.

### Ortsnamendeutung
Laibstadt erhielt möglicherweise von einem thüringisch-germanischen Sippenführer Laibi seinen Namen, könnte also als die „Wohnstätte des Laibi“ übersetzt werden. Es wäre aber auch möglich, dass sich der Ortsname vom altgermanischen Wort laiv (= Hügel) herleitet (vgl.: Laib Brot). Laivstatt wäre demnach die „Wohnstätte auf dem Hügel“.

### Einwohnerentwicklung
| Jahr          | 1818 | 1860 | 1871 | 1900 | 1910 | 1933 | 1937 | 1939 | 1950 | 1961 | 1970 | 1987 |
| Einwohnerzahl | 401  | 390  | 406  | 447  | 415  | 404  | 394  | 396  | 464  | 386  | 418  | 392  |

## Kultur und Sehenswürdigkeiten

### Bergwerke
In und um Laibstadt gibt es etliche Bergwerksstollen, die fachmännisch angelegt worden sind. Urkundlich erwähnt sind Bergwerke zu verschiedenen Zeiten. Die Stollen verlaufen im Amaltheenton des Schwarzen Jura; mit dem Ton wurden Ziegel hergestellt. Eine Rekonstruktion eines Stollenstückes unter Verwendung von Originalbalken aus dem Jahr 1730/31 ist am Thalachübergang (Richtung Dannhausen) errichtet worden.

### Baudenkmäler
- Katholische Pfarrkirche „Mariä Himmelfahrt“ (gotischer Turm von 1472, neugotisches Schiff von 1866/67), Hochaltar-Madonna von circa 1510 von Daniel Mauch, Rokoko-Stein-Pieta, drei Pfarrer-Epitaphe des 18. und 19. Jahrhunderts, Deckengemälde von Georg Lang[53]
- Altes Rathaus (erbaut 1876 mit dem sogenannten Bierpfennig, einer Sondersteuer)
- Ehemaliges Schulhaus
- Meierhof
- Harrer-Anwesen 58
- Vier Kapellen an den Ortseingängen
- Bildstöcke Sankt Rupert und Sankt Anton
- Keltische Viereckschanze
- Abschnittswall auf dem Ruppertsberg

### Veranstaltungen
- Sommerkellerfest (jeweils am ersten Sonntag im August)

### Patenschaft
Seit 1991 besteht eine Dorfpatenschaft mit dem (fast) gleichnamigen Dorf Leibstadt in der Schweiz, bekannt durch sein Kernkraftwerk am Rhein. Es finden regelmäßige Besuche des jeweils anderen Dorfes statt.

## Persönlichkeiten

### Söhne und Töchter des Ortes
- Schwester Cäcilia („Gertrud“) Wohlmuth (* 1930), langjährige Oberin im Kloster Gnadenthal (Bayern) in Ingolstadt
- Bruder Stanislaus („Franz“) Tempelmeier OSFS (* 1921), Oblate im Salesianum Rosental zu Eichstätt[54]
- Josef Wohlmuth (* 1938), Priester seit 1964, Theologieprofessor, Leiter des Cusanuswerkes
- Josef Schmidpeter (* 1936), Pater / Ordenspriester MCCJ (Comboni), Weihe 1963, Einsatz in Peru, dort u. a. Gründung des Kolpingwerks für Peru